# Allumwandlung
Cet article utilise la notation algébrique pour décrire des coups du jeu d'échecs.
un allumwandlung (de l'allemand « promotion totale » et souvent abrégé en AUW) est un problème d'échecs dans lequel les quatre promotions sont présentes : pour un camp ou l'autre, un pion est promu, selon les variantes, en dame, en tour, en fou et en cavalier.

## Exemple
|   | a | b | c | d | e | f | g | h |   |
| 8 | Tour blanche sur case noire a7 · Roi noir sur case blanche e6 · Pion blanc sur case noire f6 · Pion blanc sur case blanche g6 · Pion noir sur case blanche d5 · Pion noir sur case noire e5 · Pion noir sur case blanche f5 · Fou blanc sur case noire d4 · Pion blanc sur case noire f4 · Roi blanc sur case blanche b3 · Pion blanc sur case blanche d3 · Pion blanc sur case blanche f3 | Tour blanche sur case noire a7 · Roi noir sur case blanche e6 · Pion blanc sur case noire f6 · Pion blanc sur case blanche g6 · Pion noir sur case blanche d5 · Pion noir sur case noire e5 · Pion noir sur case blanche f5 · Fou blanc sur case noire d4 · Pion blanc sur case noire f4 · Roi blanc sur case blanche b3 · Pion blanc sur case blanche d3 · Pion blanc sur case blanche f3 | Tour blanche sur case noire a7 · Roi noir sur case blanche e6 · Pion blanc sur case noire f6 · Pion blanc sur case blanche g6 · Pion noir sur case blanche d5 · Pion noir sur case noire e5 · Pion noir sur case blanche f5 · Fou blanc sur case noire d4 · Pion blanc sur case noire f4 · Roi blanc sur case blanche b3 · Pion blanc sur case blanche d3 · Pion blanc sur case blanche f3 | Tour blanche sur case noire a7 · Roi noir sur case blanche e6 · Pion blanc sur case noire f6 · Pion blanc sur case blanche g6 · Pion noir sur case blanche d5 · Pion noir sur case noire e5 · Pion noir sur case blanche f5 · Fou blanc sur case noire d4 · Pion blanc sur case noire f4 · Roi blanc sur case blanche b3 · Pion blanc sur case blanche d3 · Pion blanc sur case blanche f3 | Tour blanche sur case noire a7 · Roi noir sur case blanche e6 · Pion blanc sur case noire f6 · Pion blanc sur case blanche g6 · Pion noir sur case blanche d5 · Pion noir sur case noire e5 · Pion noir sur case blanche f5 · Fou blanc sur case noire d4 · Pion blanc sur case noire f4 · Roi blanc sur case blanche b3 · Pion blanc sur case blanche d3 · Pion blanc sur case blanche f3 | Tour blanche sur case noire a7 · Roi noir sur case blanche e6 · Pion blanc sur case noire f6 · Pion blanc sur case blanche g6 · Pion noir sur case blanche d5 · Pion noir sur case noire e5 · Pion noir sur case blanche f5 · Fou blanc sur case noire d4 · Pion blanc sur case noire f4 · Roi blanc sur case blanche b3 · Pion blanc sur case blanche d3 · Pion blanc sur case blanche f3 | Tour blanche sur case noire a7 · Roi noir sur case blanche e6 · Pion blanc sur case noire f6 · Pion blanc sur case blanche g6 · Pion noir sur case blanche d5 · Pion noir sur case noire e5 · Pion noir sur case blanche f5 · Fou blanc sur case noire d4 · Pion blanc sur case noire f4 · Roi blanc sur case blanche b3 · Pion blanc sur case blanche d3 · Pion blanc sur case blanche f3 | Tour blanche sur case noire a7 · Roi noir sur case blanche e6 · Pion blanc sur case noire f6 · Pion blanc sur case blanche g6 · Pion noir sur case blanche d5 · Pion noir sur case noire e5 · Pion noir sur case blanche f5 · Fou blanc sur case noire d4 · Pion blanc sur case noire f4 · Roi blanc sur case blanche b3 · Pion blanc sur case blanche d3 · Pion blanc sur case blanche f3 | 8 |
| 7 | Tour blanche sur case noire a7 · Roi noir sur case blanche e6 · Pion blanc sur case noire f6 · Pion blanc sur case blanche g6 · Pion noir sur case blanche d5 · Pion noir sur case noire e5 · Pion noir sur case blanche f5 · Fou blanc sur case noire d4 · Pion blanc sur case noire f4 · Roi blanc sur case blanche b3 · Pion blanc sur case blanche d3 · Pion blanc sur case blanche f3 | Tour blanche sur case noire a7 · Roi noir sur case blanche e6 · Pion blanc sur case noire f6 · Pion blanc sur case blanche g6 · Pion noir sur case blanche d5 · Pion noir sur case noire e5 · Pion noir sur case blanche f5 · Fou blanc sur case noire d4 · Pion blanc sur case noire f4 · Roi blanc sur case blanche b3 · Pion blanc sur case blanche d3 · Pion blanc sur case blanche f3 | Tour blanche sur case noire a7 · Roi noir sur case blanche e6 · Pion blanc sur case noire f6 · Pion blanc sur case blanche g6 · Pion noir sur case blanche d5 · Pion noir sur case noire e5 · Pion noir sur case blanche f5 · Fou blanc sur case noire d4 · Pion blanc sur case noire f4 · Roi blanc sur case blanche b3 · Pion blanc sur case blanche d3 · Pion blanc sur case blanche f3 | Tour blanche sur case noire a7 · Roi noir sur case blanche e6 · Pion blanc sur case noire f6 · Pion blanc sur case blanche g6 · Pion noir sur case blanche d5 · Pion noir sur case noire e5 · Pion noir sur case blanche f5 · Fou blanc sur case noire d4 · Pion blanc sur case noire f4 · Roi blanc sur case blanche b3 · Pion blanc sur case blanche d3 · Pion blanc sur case blanche f3 | Tour blanche sur case noire a7 · Roi noir sur case blanche e6 · Pion blanc sur case noire f6 · Pion blanc sur case blanche g6 · Pion noir sur case blanche d5 · Pion noir sur case noire e5 · Pion noir sur case blanche f5 · Fou blanc sur case noire d4 · Pion blanc sur case noire f4 · Roi blanc sur case blanche b3 · Pion blanc sur case blanche d3 · Pion blanc sur case blanche f3 | Tour blanche sur case noire a7 · Roi noir sur case blanche e6 · Pion blanc sur case noire f6 · Pion blanc sur case blanche g6 · Pion noir sur case blanche d5 · Pion noir sur case noire e5 · Pion noir sur case blanche f5 · Fou blanc sur case noire d4 · Pion blanc sur case noire f4 · Roi blanc sur case blanche b3 · Pion blanc sur case blanche d3 · Pion blanc sur case blanche f3 | Tour blanche sur case noire a7 · Roi noir sur case blanche e6 · Pion blanc sur case noire f6 · Pion blanc sur case blanche g6 · Pion noir sur case blanche d5 · Pion noir sur case noire e5 · Pion noir sur case blanche f5 · Fou blanc sur case noire d4 · Pion blanc sur case noire f4 · Roi blanc sur case blanche b3 · Pion blanc sur case blanche d3 · Pion blanc sur case blanche f3 | Tour blanche sur case noire a7 · Roi noir sur case blanche e6 · Pion blanc sur case noire f6 · Pion blanc sur case blanche g6 · Pion noir sur case blanche d5 · Pion noir sur case noire e5 · Pion noir sur case blanche f5 · Fou blanc sur case noire d4 · Pion blanc sur case noire f4 · Roi blanc sur case blanche b3 · Pion blanc sur case blanche d3 · Pion blanc sur case blanche f3 | 7 |
| 6 | Tour blanche sur case noire a7 · Roi noir sur case blanche e6 · Pion blanc sur case noire f6 · Pion blanc sur case blanche g6 · Pion noir sur case blanche d5 · Pion noir sur case noire e5 · Pion noir sur case blanche f5 · Fou blanc sur case noire d4 · Pion blanc sur case noire f4 · Roi blanc sur case blanche b3 · Pion blanc sur case blanche d3 · Pion blanc sur case blanche f3 | Tour blanche sur case noire a7 · Roi noir sur case blanche e6 · Pion blanc sur case noire f6 · Pion blanc sur case blanche g6 · Pion noir sur case blanche d5 · Pion noir sur case noire e5 · Pion noir sur case blanche f5 · Fou blanc sur case noire d4 · Pion blanc sur case noire f4 · Roi blanc sur case blanche b3 · Pion blanc sur case blanche d3 · Pion blanc sur case blanche f3 | Tour blanche sur case noire a7 · Roi noir sur case blanche e6 · Pion blanc sur case noire f6 · Pion blanc sur case blanche g6 · Pion noir sur case blanche d5 · Pion noir sur case noire e5 · Pion noir sur case blanche f5 · Fou blanc sur case noire d4 · Pion blanc sur case noire f4 · Roi blanc sur case blanche b3 · Pion blanc sur case blanche d3 · Pion blanc sur case blanche f3 | Tour blanche sur case noire a7 · Roi noir sur case blanche e6 · Pion blanc sur case noire f6 · Pion blanc sur case blanche g6 · Pion noir sur case blanche d5 · Pion noir sur case noire e5 · Pion noir sur case blanche f5 · Fou blanc sur case noire d4 · Pion blanc sur case noire f4 · Roi blanc sur case blanche b3 · Pion blanc sur case blanche d3 · Pion blanc sur case blanche f3 | Tour blanche sur case noire a7 · Roi noir sur case blanche e6 · Pion blanc sur case noire f6 · Pion blanc sur case blanche g6 · Pion noir sur case blanche d5 · Pion noir sur case noire e5 · Pion noir sur case blanche f5 · Fou blanc sur case noire d4 · Pion blanc sur case noire f4 · Roi blanc sur case blanche b3 · Pion blanc sur case blanche d3 · Pion blanc sur case blanche f3 | Tour blanche sur case noire a7 · Roi noir sur case blanche e6 · Pion blanc sur case noire f6 · Pion blanc sur case blanche g6 · Pion noir sur case blanche d5 · Pion noir sur case noire e5 · Pion noir sur case blanche f5 · Fou blanc sur case noire d4 · Pion blanc sur case noire f4 · Roi blanc sur case blanche b3 · Pion blanc sur case blanche d3 · Pion blanc sur case blanche f3 | Tour blanche sur case noire a7 · Roi noir sur case blanche e6 · Pion blanc sur case noire f6 · Pion blanc sur case blanche g6 · Pion noir sur case blanche d5 · Pion noir sur case noire e5 · Pion noir sur case blanche f5 · Fou blanc sur case noire d4 · Pion blanc sur case noire f4 · Roi blanc sur case blanche b3 · Pion blanc sur case blanche d3 · Pion blanc sur case blanche f3 | Tour blanche sur case noire a7 · Roi noir sur case blanche e6 · Pion blanc sur case noire f6 · Pion blanc sur case blanche g6 · Pion noir sur case blanche d5 · Pion noir sur case noire e5 · Pion noir sur case blanche f5 · Fou blanc sur case noire d4 · Pion blanc sur case noire f4 · Roi blanc sur case blanche b3 · Pion blanc sur case blanche d3 · Pion blanc sur case blanche f3 | 6 |
| 5 | Tour blanche sur case noire a7 · Roi noir sur case blanche e6 · Pion blanc sur case noire f6 · Pion blanc sur case blanche g6 · Pion noir sur case blanche d5 · Pion noir sur case noire e5 · Pion noir sur case blanche f5 · Fou blanc sur case noire d4 · Pion blanc sur case noire f4 · Roi blanc sur case blanche b3 · Pion blanc sur case blanche d3 · Pion blanc sur case blanche f3 | Tour blanche sur case noire a7 · Roi noir sur case blanche e6 · Pion blanc sur case noire f6 · Pion blanc sur case blanche g6 · Pion noir sur case blanche d5 · Pion noir sur case noire e5 · Pion noir sur case blanche f5 · Fou blanc sur case noire d4 · Pion blanc sur case noire f4 · Roi blanc sur case blanche b3 · Pion blanc sur case blanche d3 · Pion blanc sur case blanche f3 | Tour blanche sur case noire a7 · Roi noir sur case blanche e6 · Pion blanc sur case noire f6 · Pion blanc sur case blanche g6 · Pion noir sur case blanche d5 · Pion noir sur case noire e5 · Pion noir sur case blanche f5 · Fou blanc sur case noire d4 · Pion blanc sur case noire f4 · Roi blanc sur case blanche b3 · Pion blanc sur case blanche d3 · Pion blanc sur case blanche f3 | Tour blanche sur case noire a7 · Roi noir sur case blanche e6 · Pion blanc sur case noire f6 · Pion blanc sur case blanche g6 · Pion noir sur case blanche d5 · Pion noir sur case noire e5 · Pion noir sur case blanche f5 · Fou blanc sur case noire d4 · Pion blanc sur case noire f4 · Roi blanc sur case blanche b3 · Pion blanc sur case blanche d3 · Pion blanc sur case blanche f3 | Tour blanche sur case noire a7 · Roi noir sur case blanche e6 · Pion blanc sur case noire f6 · Pion blanc sur case blanche g6 · Pion noir sur case blanche d5 · Pion noir sur case noire e5 · Pion noir sur case blanche f5 · Fou blanc sur case noire d4 · Pion blanc sur case noire f4 · Roi blanc sur case blanche b3 · Pion blanc sur case blanche d3 · Pion blanc sur case blanche f3 | Tour blanche sur case noire a7 · Roi noir sur case blanche e6 · Pion blanc sur case noire f6 · Pion blanc sur case blanche g6 · Pion noir sur case blanche d5 · Pion noir sur case noire e5 · Pion noir sur case blanche f5 · Fou blanc sur case noire d4 · Pion blanc sur case noire f4 · Roi blanc sur case blanche b3 · Pion blanc sur case blanche d3 · Pion blanc sur case blanche f3 | Tour blanche sur case noire a7 · Roi noir sur case blanche e6 · Pion blanc sur case noire f6 · Pion blanc sur case blanche g6 · Pion noir sur case blanche d5 · Pion noir sur case noire e5 · Pion noir sur case blanche f5 · Fou blanc sur case noire d4 · Pion blanc sur case noire f4 · Roi blanc sur case blanche b3 · Pion blanc sur case blanche d3 · Pion blanc sur case blanche f3 | Tour blanche sur case noire a7 · Roi noir sur case blanche e6 · Pion blanc sur case noire f6 · Pion blanc sur case blanche g6 · Pion noir sur case blanche d5 · Pion noir sur case noire e5 · Pion noir sur case blanche f5 · Fou blanc sur case noire d4 · Pion blanc sur case noire f4 · Roi blanc sur case blanche b3 · Pion blanc sur case blanche d3 · Pion blanc sur case blanche f3 | 5 |
| 4 | Tour blanche sur case noire a7 · Roi noir sur case blanche e6 · Pion blanc sur case noire f6 · Pion blanc sur case blanche g6 · Pion noir sur case blanche d5 · Pion noir sur case noire e5 · Pion noir sur case blanche f5 · Fou blanc sur case noire d4 · Pion blanc sur case noire f4 · Roi blanc sur case blanche b3 · Pion blanc sur case blanche d3 · Pion blanc sur case blanche f3 | Tour blanche sur case noire a7 · Roi noir sur case blanche e6 · Pion blanc sur case noire f6 · Pion blanc sur case blanche g6 · Pion noir sur case blanche d5 · Pion noir sur case noire e5 · Pion noir sur case blanche f5 · Fou blanc sur case noire d4 · Pion blanc sur case noire f4 · Roi blanc sur case blanche b3 · Pion blanc sur case blanche d3 · Pion blanc sur case blanche f3 | Tour blanche sur case noire a7 · Roi noir sur case blanche e6 · Pion blanc sur case noire f6 · Pion blanc sur case blanche g6 · Pion noir sur case blanche d5 · Pion noir sur case noire e5 · Pion noir sur case blanche f5 · Fou blanc sur case noire d4 · Pion blanc sur case noire f4 · Roi blanc sur case blanche b3 · Pion blanc sur case blanche d3 · Pion blanc sur case blanche f3 | Tour blanche sur case noire a7 · Roi noir sur case blanche e6 · Pion blanc sur case noire f6 · Pion blanc sur case blanche g6 · Pion noir sur case blanche d5 · Pion noir sur case noire e5 · Pion noir sur case blanche f5 · Fou blanc sur case noire d4 · Pion blanc sur case noire f4 · Roi blanc sur case blanche b3 · Pion blanc sur case blanche d3 · Pion blanc sur case blanche f3 | Tour blanche sur case noire a7 · Roi noir sur case blanche e6 · Pion blanc sur case noire f6 · Pion blanc sur case blanche g6 · Pion noir sur case blanche d5 · Pion noir sur case noire e5 · Pion noir sur case blanche f5 · Fou blanc sur case noire d4 · Pion blanc sur case noire f4 · Roi blanc sur case blanche b3 · Pion blanc sur case blanche d3 · Pion blanc sur case blanche f3 | Tour blanche sur case noire a7 · Roi noir sur case blanche e6 · Pion blanc sur case noire f6 · Pion blanc sur case blanche g6 · Pion noir sur case blanche d5 · Pion noir sur case noire e5 · Pion noir sur case blanche f5 · Fou blanc sur case noire d4 · Pion blanc sur case noire f4 · Roi blanc sur case blanche b3 · Pion blanc sur case blanche d3 · Pion blanc sur case blanche f3 | Tour blanche sur case noire a7 · Roi noir sur case blanche e6 · Pion blanc sur case noire f6 · Pion blanc sur case blanche g6 · Pion noir sur case blanche d5 · Pion noir sur case noire e5 · Pion noir sur case blanche f5 · Fou blanc sur case noire d4 · Pion blanc sur case noire f4 · Roi blanc sur case blanche b3 · Pion blanc sur case blanche d3 · Pion blanc sur case blanche f3 | Tour blanche sur case noire a7 · Roi noir sur case blanche e6 · Pion blanc sur case noire f6 · Pion blanc sur case blanche g6 · Pion noir sur case blanche d5 · Pion noir sur case noire e5 · Pion noir sur case blanche f5 · Fou blanc sur case noire d4 · Pion blanc sur case noire f4 · Roi blanc sur case blanche b3 · Pion blanc sur case blanche d3 · Pion blanc sur case blanche f3 | 4 |
| 3 | Tour blanche sur case noire a7 · Roi noir sur case blanche e6 · Pion blanc sur case noire f6 · Pion blanc sur case blanche g6 · Pion noir sur case blanche d5 · Pion noir sur case noire e5 · Pion noir sur case blanche f5 · Fou blanc sur case noire d4 · Pion blanc sur case noire f4 · Roi blanc sur case blanche b3 · Pion blanc sur case blanche d3 · Pion blanc sur case blanche f3 | Tour blanche sur case noire a7 · Roi noir sur case blanche e6 · Pion blanc sur case noire f6 · Pion blanc sur case blanche g6 · Pion noir sur case blanche d5 · Pion noir sur case noire e5 · Pion noir sur case blanche f5 · Fou blanc sur case noire d4 · Pion blanc sur case noire f4 · Roi blanc sur case blanche b3 · Pion blanc sur case blanche d3 · Pion blanc sur case blanche f3 | Tour blanche sur case noire a7 · Roi noir sur case blanche e6 · Pion blanc sur case noire f6 · Pion blanc sur case blanche g6 · Pion noir sur case blanche d5 · Pion noir sur case noire e5 · Pion noir sur case blanche f5 · Fou blanc sur case noire d4 · Pion blanc sur case noire f4 · Roi blanc sur case blanche b3 · Pion blanc sur case blanche d3 · Pion blanc sur case blanche f3 | Tour blanche sur case noire a7 · Roi noir sur case blanche e6 · Pion blanc sur case noire f6 · Pion blanc sur case blanche g6 · Pion noir sur case blanche d5 · Pion noir sur case noire e5 · Pion noir sur case blanche f5 · Fou blanc sur case noire d4 · Pion blanc sur case noire f4 · Roi blanc sur case blanche b3 · Pion blanc sur case blanche d3 · Pion blanc sur case blanche f3 | Tour blanche sur case noire a7 · Roi noir sur case blanche e6 · Pion blanc sur case noire f6 · Pion blanc sur case blanche g6 · Pion noir sur case blanche d5 · Pion noir sur case noire e5 · Pion noir sur case blanche f5 · Fou blanc sur case noire d4 · Pion blanc sur case noire f4 · Roi blanc sur case blanche b3 · Pion blanc sur case blanche d3 · Pion blanc sur case blanche f3 | Tour blanche sur case noire a7 · Roi noir sur case blanche e6 · Pion blanc sur case noire f6 · Pion blanc sur case blanche g6 · Pion noir sur case blanche d5 · Pion noir sur case noire e5 · Pion noir sur case blanche f5 · Fou blanc sur case noire d4 · Pion blanc sur case noire f4 · Roi blanc sur case blanche b3 · Pion blanc sur case blanche d3 · Pion blanc sur case blanche f3 | Tour blanche sur case noire a7 · Roi noir sur case blanche e6 · Pion blanc sur case noire f6 · Pion blanc sur case blanche g6 · Pion noir sur case blanche d5 · Pion noir sur case noire e5 · Pion noir sur case blanche f5 · Fou blanc sur case noire d4 · Pion blanc sur case noire f4 · Roi blanc sur case blanche b3 · Pion blanc sur case blanche d3 · Pion blanc sur case blanche f3 | Tour blanche sur case noire a7 · Roi noir sur case blanche e6 · Pion blanc sur case noire f6 · Pion blanc sur case blanche g6 · Pion noir sur case blanche d5 · Pion noir sur case noire e5 · Pion noir sur case blanche f5 · Fou blanc sur case noire d4 · Pion blanc sur case noire f4 · Roi blanc sur case blanche b3 · Pion blanc sur case blanche d3 · Pion blanc sur case blanche f3 | 3 |
| 2 | Tour blanche sur case noire a7 · Roi noir sur case blanche e6 · Pion blanc sur case noire f6 · Pion blanc sur case blanche g6 · Pion noir sur case blanche d5 · Pion noir sur case noire e5 · Pion noir sur case blanche f5 · Fou blanc sur case noire d4 · Pion blanc sur case noire f4 · Roi blanc sur case blanche b3 · Pion blanc sur case blanche d3 · Pion blanc sur case blanche f3 | Tour blanche sur case noire a7 · Roi noir sur case blanche e6 · Pion blanc sur case noire f6 · Pion blanc sur case blanche g6 · Pion noir sur case blanche d5 · Pion noir sur case noire e5 · Pion noir sur case blanche f5 · Fou blanc sur case noire d4 · Pion blanc sur case noire f4 · Roi blanc sur case blanche b3 · Pion blanc sur case blanche d3 · Pion blanc sur case blanche f3 | Tour blanche sur case noire a7 · Roi noir sur case blanche e6 · Pion blanc sur case noire f6 · Pion blanc sur case blanche g6 · Pion noir sur case blanche d5 · Pion noir sur case noire e5 · Pion noir sur case blanche f5 · Fou blanc sur case noire d4 · Pion blanc sur case noire f4 · Roi blanc sur case blanche b3 · Pion blanc sur case blanche d3 · Pion blanc sur case blanche f3 | Tour blanche sur case noire a7 · Roi noir sur case blanche e6 · Pion blanc sur case noire f6 · Pion blanc sur case blanche g6 · Pion noir sur case blanche d5 · Pion noir sur case noire e5 · Pion noir sur case blanche f5 · Fou blanc sur case noire d4 · Pion blanc sur case noire f4 · Roi blanc sur case blanche b3 · Pion blanc sur case blanche d3 · Pion blanc sur case blanche f3 | Tour blanche sur case noire a7 · Roi noir sur case blanche e6 · Pion blanc sur case noire f6 · Pion blanc sur case blanche g6 · Pion noir sur case blanche d5 · Pion noir sur case noire e5 · Pion noir sur case blanche f5 · Fou blanc sur case noire d4 · Pion blanc sur case noire f4 · Roi blanc sur case blanche b3 · Pion blanc sur case blanche d3 · Pion blanc sur case blanche f3 | Tour blanche sur case noire a7 · Roi noir sur case blanche e6 · Pion blanc sur case noire f6 · Pion blanc sur case blanche g6 · Pion noir sur case blanche d5 · Pion noir sur case noire e5 · Pion noir sur case blanche f5 · Fou blanc sur case noire d4 · Pion blanc sur case noire f4 · Roi blanc sur case blanche b3 · Pion blanc sur case blanche d3 · Pion blanc sur case blanche f3 | Tour blanche sur case noire a7 · Roi noir sur case blanche e6 · Pion blanc sur case noire f6 · Pion blanc sur case blanche g6 · Pion noir sur case blanche d5 · Pion noir sur case noire e5 · Pion noir sur case blanche f5 · Fou blanc sur case noire d4 · Pion blanc sur case noire f4 · Roi blanc sur case blanche b3 · Pion blanc sur case blanche d3 · Pion blanc sur case blanche f3 | Tour blanche sur case noire a7 · Roi noir sur case blanche e6 · Pion blanc sur case noire f6 · Pion blanc sur case blanche g6 · Pion noir sur case blanche d5 · Pion noir sur case noire e5 · Pion noir sur case blanche f5 · Fou blanc sur case noire d4 · Pion blanc sur case noire f4 · Roi blanc sur case blanche b3 · Pion blanc sur case blanche d3 · Pion blanc sur case blanche f3 | 2 |
| 1 | Tour blanche sur case noire a7 · Roi noir sur case blanche e6 · Pion blanc sur case noire f6 · Pion blanc sur case blanche g6 · Pion noir sur case blanche d5 · Pion noir sur case noire e5 · Pion noir sur case blanche f5 · Fou blanc sur case noire d4 · Pion blanc sur case noire f4 · Roi blanc sur case blanche b3 · Pion blanc sur case blanche d3 · Pion blanc sur case blanche f3 | Tour blanche sur case noire a7 · Roi noir sur case blanche e6 · Pion blanc sur case noire f6 · Pion blanc sur case blanche g6 · Pion noir sur case blanche d5 · Pion noir sur case noire e5 · Pion noir sur case blanche f5 · Fou blanc sur case noire d4 · Pion blanc sur case noire f4 · Roi blanc sur case blanche b3 · Pion blanc sur case blanche d3 · Pion blanc sur case blanche f3 | Tour blanche sur case noire a7 · Roi noir sur case blanche e6 · Pion blanc sur case noire f6 · Pion blanc sur case blanche g6 · Pion noir sur case blanche d5 · Pion noir sur case noire e5 · Pion noir sur case blanche f5 · Fou blanc sur case noire d4 · Pion blanc sur case noire f4 · Roi blanc sur case blanche b3 · Pion blanc sur case blanche d3 · Pion blanc sur case blanche f3 | Tour blanche sur case noire a7 · Roi noir sur case blanche e6 · Pion blanc sur case noire f6 · Pion blanc sur case blanche g6 · Pion noir sur case blanche d5 · Pion noir sur case noire e5 · Pion noir sur case blanche f5 · Fou blanc sur case noire d4 · Pion blanc sur case noire f4 · Roi blanc sur case blanche b3 · Pion blanc sur case blanche d3 · Pion blanc sur case blanche f3 | Tour blanche sur case noire a7 · Roi noir sur case blanche e6 · Pion blanc sur case noire f6 · Pion blanc sur case blanche g6 · Pion noir sur case blanche d5 · Pion noir sur case noire e5 · Pion noir sur case blanche f5 · Fou blanc sur case noire d4 · Pion blanc sur case noire f4 · Roi blanc sur case blanche b3 · Pion blanc sur case blanche d3 · Pion blanc sur case blanche f3 | Tour blanche sur case noire a7 · Roi noir sur case blanche e6 · Pion blanc sur case noire f6 · Pion blanc sur case blanche g6 · Pion noir sur case blanche d5 · Pion noir sur case noire e5 · Pion noir sur case blanche f5 · Fou blanc sur case noire d4 · Pion blanc sur case noire f4 · Roi blanc sur case blanche b3 · Pion blanc sur case blanche d3 · Pion blanc sur case blanche f3 | Tour blanche sur case noire a7 · Roi noir sur case blanche e6 · Pion blanc sur case noire f6 · Pion blanc sur case blanche g6 · Pion noir sur case blanche d5 · Pion noir sur case noire e5 · Pion noir sur case blanche f5 · Fou blanc sur case noire d4 · Pion blanc sur case noire f4 · Roi blanc sur case blanche b3 · Pion blanc sur case blanche d3 · Pion blanc sur case blanche f3 | Tour blanche sur case noire a7 · Roi noir sur case blanche e6 · Pion blanc sur case noire f6 · Pion blanc sur case blanche g6 · Pion noir sur case blanche d5 · Pion noir sur case noire e5 · Pion noir sur case blanche f5 · Fou blanc sur case noire d4 · Pion blanc sur case noire f4 · Roi blanc sur case blanche b3 · Pion blanc sur case blanche d3 · Pion blanc sur case blanche f3 | 1 |
|   | a | b | c | d | e | f | g | h |   |

la clé est 1.f7
- 1... e4 2. f8=D ad lib. 3. De7 ou Df6#
- 1... Rd6 2. f8=D+ Rc6 (ou Re6) 3. Dc5#
- 1... exf4 2. f8=T (2. f8=D ? pat) Rd6 3. Tf6#
- 1... exd4 2. f8=F (2. f8=D ? pat) Rf6 3. Ta6#
- 1... Rf6 2. f8=C (2. f8=D+ Rxg6 et il n'y a pas de mat au coup suivant) exd4 3. Tf7#

Un Babson task en est un cas particulier. C'est un double AUW, chaque camp en réalisant un.